# Contemporanea (rivista storica)
Contemporanea è una rivista storica fondata nel 1998 da Francesco Traniello, edita da il Mulino. Attenta agli aspetti politici, filosofici, sociali e culturali della storia mondiale dalla fine del Settecento a oggi, ha avuto tra i suoi collaboratori studiosi quali Piero Bevilacqua, Remo Bodei, Claudio Cesa, Giuseppe Galasso, Antonio Gibelli, Patrizia Guarnieri, Reinhart Koselleck, Paolo Macry, Claudio Pavone, Paolo Pombeni, Silvio Pons, Pier Paolo Portinaro, Raffaele Romanelli, Pietro Scoppola, Gianni Sofri
.